# الحسين بن حمدان التغلبي
الحُسَين بْنُ حَمْدَان بْنِ حَمْدُون التَغلِبي (يوم ولادته غير مُؤرّخ - 306 هـ). هو أمير من أمراء العصر العباسي يصفه الزركلي في أعلامه بأنه من ”الأمراء الشجعان المقدمين في العصر العباسي“، وهو عم سيف الدولة الحمداني، وأول من ظهر أمره من ملوك بني حمدان.
انتدبه المعتضد سنة 283 هـ لقتال هارون بن عبد الله الخارجي، وكان المعتضد قد وصل إلى تكريت وأقام بها وأحضره وسَيَّرهُ في طلب هارون الخارجي في جماعة من الفرسان والرجالة، وقال له الحسين: ”إن أنا جئت به فلي ثلاث حوائج عند أمير المؤمنين“، فطلب منه المعتضد أن يذكر حوائجه، فقال: ”إحداهن إطلاق أبي، وحاجتان بعد مجيئي به“، فوعده المعتضد بتلبية طلبه. فانتخب التغلبي ثلاثمائة فارس وسار بهم ومعهم وصيف بن موشكير، واستطاع بعد أحداث طويلة أن يأسر هارون، فارتفعت منزلته عند المعتضد.
وأقام ببغداد إلى أن كانت فتنة خلع المقتدر بابن المعتز، فكان الحسين من أنصار ابن المعتز. فلما أعيد المقتدر رحل الحسين بأهله إلى الموصل، فطلبه المقتدر فلم يظفر به، فبعث إليه بالأمان فعاد إلى بغداد، فولاه بلدة قم، فسار إليها. ثم امتنع على المقتدر، فسير الجيوش في طلبه. ورضي عنه بعد ذلك. فولاه ديار ربيعة، فأقام فيها إلى أن عزله علي بن عيسى (وزير المقتدر) فعاد الحسين إلى الخروج عن الطاعة، واجتمع له في الجزيرة نحو عشرين ألف مقاتل، ولكنه لم يلبث أن تفرق جيشه، وقبض عليه، فحمل إلى بغداد سنة 303 هـ، فحبسه المقتدر ثم قتله.

### الكتب
- الأعلام. خير الدين الزركلي، طبع بيروت - لبنان، 1980، منشورات دار العلم للملايين.
- الكامل في التاريخ. ابن الأثير، طبع بيروت - لبنان، 1385 هـ / 1965 م، منشورات دار صادر.

### إشارات مرجعية
1. 1 2 3 4 5  
الزركلي، خير الدين. الأعلام - ج2. ص. 236. مؤرشف من الأصل في 2019-12-11.
2. ↑  
الجزري، ابن الأثير. الكامل في التاريخ - ج2. ص. 474. مؤرشف من الأصل في 2019-12-11.
3. ↑  
الجزري، ابن الأثير. الكامل في التاريخ - ج2. ص. 477. مؤرشف من الأصل في 2019-12-11.